# Takasaki City Hall
Le Takasaki City Hall (高崎市庁舎) est un gratte-ciel de 102 mètres de hauteur sur 21 étages, construit en 1998 dans la ville de Takasaki à environ 100 km au nord-ouest de Tokyo au Japon .
Conçu dans un style post-moderne très en vogue dans les années 1990, c'est le plus haut bâtiment de Takasaki dont il abrite la mairie
L'architecte est la société Kume Sekkei